# Seznam ukrajinskih pesnikov
Seznam ukrajinskih pesnikov.

## A
- Jurij Andruhovič
- Bogdan-Igor Antonič

## B
- Mikola Bažan

## Č
- Marusja Čuraj

## D
- Ivan Fedorovič Drač (Іва́н Фе́дорович Драч) (1936 – 2018)

## E
- Vasil Elanski

## F
- Ivan Franko

## G
- Konstantin Gerasimenko
- Jevgen Grebinka

## I
- Oleksander Irvanec

## J
- Majk Johansen

## K
- Vasilij Kapnist
- Lina Kostenko
- Ivan Kotljarevski
- Pantelejmon Kuliš
- Andrij Kuzmenko

## M
- Andrij Mališko

- Marija Matios

## N
- Vladimir Narbut

## R
- Maksim Rilski
- Stepan Rudanski

## S
- Grigorij Skorovoda
- Mihajlo Staricki

## Š
- Taras Ševčenko

## T
- Pavlo Tičina

## U
- Lesja Ukrajinka (Larisa Petrivna Kosač)

## Z
- Oksana Zabužko
- Mikola Zerov